# Emilio Gabaglio
Emilio Gabaglio (Como, 1 juli 1937 – 7 oktober 2024) was een Italiaanse vakbondsbestuurder. Hij was voorzitter van de Associazioni Cristiane dei Lavoratori Italiani (ACLI) en algemeen secretaris van het Europees Verbond van Vakverenigingen (EVV).

## Levensloop
Hij werd geboren in de Italiaanse stad Como in 1937. Hij studeerde economie aan de Katholieke Universiteit van Milaan. Hij werkte een tijdlang als leerkracht secundair onderwijs en werd in 1964 actief lid van de vakbond. 
Op 22 juni 1969 werd hij tot nationale voorzitter van ACLI verkozen, een functie die hij uitoefende tot 5 november 1972. Hij begon zijn mandaat in een moeilijke periode, kort na de breuk tussen de christelijke vakbond en het Italiaans kerkelijk instituut. In 1991 werd hij tijdens het 7de EVV-congres te Luxemburg verkozen tot algemeen secretaris. Hij oefende deze job uit tot 2003. 
Na zijn EVV-carrière was hij tussen 2006 en '08 Italiaans afgevaardigde, en later voorzitter, van het EU Werkgelegenheidscomité.
Gabaglio overleed op 7 oktober 2024 op 87-jarige leeftijd.